# Not Now
Not Now è un singolo del gruppo musicale statunitense Blink-182, pubblicato il 28 novembre 2005 come unico estratto dalla raccolta Greatest Hits.

## Descrizione
In un articolo del 2003 della rivista Rolling Stone, il chitarrista Tom DeLonge afferma di essersi arrabbiato a causa dell'esclusione di Not Now dalla lista tracce di Blink-182. Il brano risulta infatti essere veloce e melodico e di fatto non in linea con la direzione intrapresa dal gruppo ai tempi.
Il brano fu tuttavia inserita come bonus track nell'edizione britannica di Blink-182, oltre ad essere apparso come b-side del singolo I Miss You.

## Video musicale
Il video è un collage di immagini e spezzoni dei precedenti video prodotti dalla band. Ci sono due differenti versioni del video che differiscono solamente per il montaggio delle clip.
Esiste inoltre una possibile terza versione del video, non ufficiale. Fu trasmessa da Australia Chanel [V] e mostrava una serie di spezzoni in bianco e nero ripresi dalla loro performance al Big Day Out del 2000.

## Tracce
1. Not Now – 4:24
2. I Miss You (Live from Minneapolis) – 3:58
3. I Won't Be Home for Christmas – 3:17
4. Not Now (Music Video) – 4:20

## Formazione
- Mark Hoppus – voce, basso
- Tom DeLonge – voce, chitarra
- Travis Barker – batteria